# Elezioni parlamentari in Giappone del 1963
Le elezioni parlamentari in Giappone del 1963 si tennero il 21 novembre per il rinnovo della Camera dei rappresentanti. In seguito all'esito elettorale, Hayato Ikeda, esponente del Partito Liberal Democratico, fu confermato Primo ministro; nel 1964 gli successe Eisaku Satō, espressione del medesimo partito.

## Risultati
| Liste                          | Voti       | %     | Seggi |
| ------------------------------ | ---------- | ----- | ----- |
| Partito Liberal Democratico    | 22 423 915 | 54,67 | 283   |
| Partito Socialista Giapponese  | 11 906 766 | 29,03 | 144   |
| Partito Democratico Socialista | 3 023 302  | 7,37  | 23    |
| Partito Comunista Giapponese   | 1 646 477  | 4,01  | 5     |
| Altri                          | 59 765     | 0,15  | –     |
| Indipendenti                   | 1 956 313  | 4,77  | 12    |
| Totale                         | 41 016 538 | 100   | 467   |